# 칠재
칠재(七齋)는 고려시대 때 국학에 설치한 7개의 전문 강좌이다. 1109년에 예종 4년 관학의 진흥을 위해 설치한 것으로 최충의 구재를 모방했다. 주역을 전문으로 강의하는 곳을 여택재, 상서의 대빙재, 모시의 경덕재, 주례의 구인재, 대례의 복응재, 춘추의 양정재와 병학을 전문으로 강의하는 강예재를 아울러 칠재라 하였다. 앞의 육재를 유학재, 강예재를 무학재라고 하였다.